# Comuna Nojorid, Bihor
Nojorid (în maghiară Nagyürögd) este o comună în județul Bihor, Crișana, România, formată din satele Apateu, Chișirid, Leș, Livada de Bihor, Nojorid (reședința), Păușa și Șauaieu.

## Demografie
Componența etnică a comunei Nojorid
     Români (82,45%)
     Maghiari (3,19%)
     Romi (1,54%)
     Alte etnii (0,46%)
     Necunoscută (12,36%)
Componența confesională a comunei Nojorid
     Ortodocși (67,02%)
     Penticostali (9,16%)
     Baptiști (2,56%)
     Reformați (2,31%)
     Greco-catolici (2,11%)
     Romano-catolici (1,97%)
     Alte religii (1,54%)
     Necunoscută (13,33%)
Conform recensământului efectuat în 2021, populația comunei Nojorid se ridică la 6.765 de locuitori, în creștere față de recensământul anterior din 2011, când fuseseră înregistrați 5.240 de locuitori. Majoritatea locuitorilor sunt români (82,45%), cu minorități de maghiari (3,19%) și romi (1,54%), iar pentru 12,36% nu se cunoaște apartenența etnică. Din punct de vedere confesional, majoritatea locuitorilor sunt ortodocși (67,02%), cu minorități de penticostali (9,16%), baptiști (2,56%), reformați (2,31%), greco-catolici (2,11%) și romano-catolici (1,97%), iar pentru 13,33% nu se cunoaște apartenența confesională.

## Politică și administrație
Comuna Nojorid este administrată de un primar și un consiliu local compus din 15 consilieri. Primarul, Petru-Teodor Baba[*], de la Partidul Național Liberal, este în funcție din 2016. Începând cu alegerile locale din 2024, consiliul local are următoarea componență pe partide politice:
|  | Partid                          | Consilieri | Componența Consiliului | Componența Consiliului | Componența Consiliului | Componența Consiliului | Componența Consiliului | Componența Consiliului | Componența Consiliului |
|  | ------------------------------- | ---------- | ---------------------- | ---------------------- | ---------------------- | ---------------------- | ---------------------- | ---------------------- | ---------------------- |
|  | Partidul Național Liberal       | 7          |                        |                        |                        |                        |                        |                        |                        |
|  | Partidul Social Democrat        | 4          |                        |                        |                        |                        |                        |                        |                        |
|  | Uniunea Salvați România         | 2          |                        |                        |                        |                        |                        |                        |                        |
|  | Alianța pentru Unirea Românilor | 2          |                        |                        |                        |                        |                        |                        |                        |

## Personalități născute aici
- Dumitru Paina (n. 1953), sculptor;
- Dumitru Radu Popescu (n. 1935), scriitor, politician comunist.
- Petru Gheție (1865 - 1938),  deputat în Marea Adunare Națională de la Alba Iulia 1918
- Petru Iambor (delegat) (1890 - 1958), deputat în Marea Adunare Națională de la Alba Iulia 1918

## Atracții turistice
- Biserica de lemn din Păușa, Bihor
- Lacul Șauaieu
- Cazematele din satul Nojorid construite între anii 1937 și 1940 , care fac parte din ”Linia lui Carol al II-lea”[7]